# NGC 5516
NGC 5516 est une vaste galaxie lenticulaire située dans la constellation du Centaure. Sa vitesse par rapport au fond diffus cosmologique est de 4 328 ± 25 km/s, ce qui correspond à une distance de Hubble de 63,8 ± 4,5 Mpc (∼208 millions d'al). NGC 5516 a été découverte par l'astronome britannique John Herschel en 1834.
À ce jour, six mesures non basées sur le décalage vers le rouge (redshift) donnent une distance égale à 69,500 ± 7,296 Mpc (∼227 millions d'al), ce qui est à l'intérieur des valeurs de la distance de Hubble. Notons que c'est avec la valeur moyenne des mesures indépendantes, lorsqu'elles existent, que la base de données NASA/IPAC calcule le diamètre d'une galaxie et qu'en conséquence le diamètre de NGC 5516 pourrait être d'environ 65,4 kpc (∼213 000 al) si on utilisait la distance de Hubble pour le calculer.